# Ассарак
Ассарак (др.-греч. Ἀσσάρακος) — персонаж древнегреческой мифологии. Сын Троса и Каллирои. Жена Гиеромнема, сын Капис. По другой версии, его жена Клитодора. Стал царем дарданов.
Имя связано с городом Ассара в Мигдонии.